# 不動産登記事務取扱手続準則
不動産登記事務取扱手続準則（ふどうさんとうきじむとりあつかいてつづきじゅんそく）とは、不動産登記に関する手続について定めた通達である。2005年（平成17年）2月25日に法務省民事局第二課民事局長から、全国の法務局長及び地方法務局長あてに出された。なお、旧不動産登記法下においても、不動産登記事務取扱手続準則（1977年（昭和52年）9月3日民三4473号通達など）は存在したが、全面改正された。

## 概要
本準則の上位には法務省の省令たる不動産登記規則が存在し、その上位には政令たる不動産登記令が存在する。更に上位に法律たる不動産登記法が存在する。
本準則の内容は、不動産登記法に関する登記官が採るべき手続きについて、具体的な事項すなわち、様式や記録すべき文言などを中心に定められている。故に、不動産登記を申請ないし代理する者が倣うべき手続きについても、事実上定められていると言える。

## 構成
- 第1章　総則（第1条）
- 第2章　登記所及び登記官（第2条-第7条）
- 第3章　登記記録等
  - 第1節　総則（第8条-第11条）
  - 第2節　地図等（第12条-第16条）
  - 第3節　登記に関する帳簿等（第17条-第23条）
  - 第4節　雑則（第24条-第27条）
- 第4章　登記手続
  - 第1節　総則
    - 第1款　通則（第28条-第30条）
    - 第2款　受付等（第31条-第36条）
    - 第3款　登記識別情報（第37条-第41条）
    - 第4款　登記識別情報の提供がない場合の手続（第42条-第49条）
    - 第5款　土地所在図等（第50条-第58条）

  - 第2節　表示に関する登記
    - 第1款　通則（第59条-第66条）
    - 第2款　土地の表示に関する登記（第67条-第76条）
    - 第3款　建物の表示に関する登記（第77条-第103条）

  - 第3節　権利に関する登記
    - 第1款　通則（第104条-第111条）
    - 第2款　担保権等に関する登記（第112条-第114条）
    - 第3款　信託に関する登記（第115条）

  - 第4節　補則
    - 第1款　通知等（第117条-第122条）
    - 第2款　登録免許税（第123条-第131条）
- 第5章　登記事項の証明等（第132条-第140条）
- 第6章　雑則（第141条-第146条）
- 別記様式　第1号-第102号

## 改正
1. 第110条の2が追加され、差押え等の登記を抹消したときは、裁判所に通知しなければならないとされた（2005年（平成17年）6月2日付民二1283号通達）
2. 不動産登記規則の一部を改正する省令（2005年（平成17年）8月15日法務省令第82号）の施行に伴い一部改正され、複数の登記識別情報の有効証明請求を一括して申請できることとなったことに伴う措置・登記識別情報の失効の申出後に有効証明請求があった場合の処理方法・別記第17号様式の改正が示された（2005年（平成17年）8月15日民二1812号通達）
3. 不動産登記法等の一部を改正する法律（2005年（平成17年）4月13日法律第29号）及び不動産登記法等の一部を改正する法律の施行に伴う関係省令の整備に関する省令（2005年（平成17年）11月11日法務省令第106号）の施行に伴い一部改正され、省令名の変更・不正登記防止申出が登記名義人の相続人その他の一般承継人からも申請できる旨・審査請求に関する条文番号の変更が示された（2005年（平成17年）12月22日民二2904号通達）
4. 以下の改正がされた（2007年（平成19年）3月30日民二806号通達）
  1. 文言の修正
  2. 登記識別情報の不通知又は失効の証明制度の新設
  3. 不動産登記規則74条3項に規定する用紙により地積測量図を作成する場合、当該用紙に余白がある場合はその余白を用いて建物図面を作成することができる旨
  4. 各種通知簿に記載すべき場合として、不動産登記規則186条・187条の通知をした場合が加わった旨
5. 不動産登記規則等の一部を改正する省令（2007年（平成19年）9月28日法務省令第57号）の施行に伴い第9条2項が改正され、管轄転属の際の目録等の処理に関する規定が信託目録及び地役権図面へ適用されることとなったことに伴う事務処理方法が示された（2007年（平成19年）9月28日民二2047号通達）
6. 登記識別情報の交付の際の手続きの変更及び不動産登記法第22条ただし書に規定する、登記識別情報を提供することができない正当な理由の追加が示された（2008年（平成20年）1月11日民二58号通達）
7. 登記識別情報の非通知または失効の証明請求がされた場合において、通知されかつ失効していないときの、証明方法及び証明情報の認証文の変更が示された（2009年（平成21年）7月3日民二1636号通達）
8. 不動産登記規則等の一部を改正する省令（2010年（平成22年）4月1日法務省令第17号）の施行に伴い一部改正され、不動産登記規則の条文番号の変更・土地所在図等への記録内容の変更・地図等証明書等の作成方法の変更・別記様式の変更が示された（2010年（平成22年）4月1日民二874号通達）